# IC 1673
IC 1673 је елиптична галаксија у сазвјежђу Рибе која се налази на листи објеката дубоког неба у Индекс каталогу.
Деклинација објекта је + 33° 2' 44" а ректасцензија 1h 20m 46,3s. Привидна величина (магнитуда) објекта IC 1673 износи 14,1 а фотографска магнитуда 15,1. IC 1673 је још познат и под ознакама CGCG 502-38, NPM1G +32.0057, PGC 4855.